# Cinqué Lee
Cinqué Lee (New York, 24 giugno 1966) è un attore, regista, sceneggiatore e direttore della fotografia, nonché produttore cinematografico statunitense. È il fratello del regista afroamericano Spike Lee e della regista e attrice Joie Lee, e figlio del musicista Bill Lee.
Come regista ha diretto tre film, come sceneggiatore ha scritto insieme ai fratelli il film autobiografico Crooklyn, diretto da Spike Lee. Come attore, oltre ad aver interpretato Aule turbolente, diretto dal fratello, ha interpretato due film di Jim Jarmusch.

## Filmografia

### Attore
- Aule turbolente (School Daze), regia di Spike Lee (1988)
- Mystery Train - Martedì notte a Memphis (Mistery Train), regia di Jim Jarmusch (1989)
- Lowball, regia di Demian Lichtenstein (1996)
- Nowhere Fast, regia di Cinque Lee (1997)
- Limousine Drive, regia di Masashi Yamamoto (2000)
- People Are Dead, regia di Kevin Ford (2002)
- Between 2 Worlds, regia di Stephanie Batailler (2002)
- Coffee and Cigarettes, regia di Jim Jarmusch (2003)
- UR4 Given, regia di Cinque Lee (2004)
- Delirious, regia di Tom DiCillo (2006)
- Law & Order: Criminal Intent - serie TV (2006)
- Black Dahlia Movie, regia di Ramzi Abed (2007)
- Rapturious, regia di  Kamal Ahmed (2007)
- Il sangue di Cristo (Da Sweet Blood of Jesus), regia di Spike Lee (2015)

### Regista
- Nowhere Fast (1997)
- Sink Like a Stone (2000)
- UR4 Given (2004)

### Produttore
- Crooklyn di Spike Lee (1994)
- Snapped di Joie Lee (cortometraggio) (2001)
- Jesus Children of America (episodio di All the Invisible Children) di Spike Lee (2005)

### Sceneggiatore
- Crooklyn di Spike Lee (1994)
- Nowhere Fast di Cinque Lee (1997)
- Sink Like a Stone di Cinque Lee (2000)
- UR4 Given di Cinque Lee (2004)
- Jesus Children of America di Spike Lee (2005)